# كاني سور (ننور)
کاني سور (بالفارسية: کانی‌سور) هي منطقة سكنية تقع في إيران في قسم ننور الريفي. يقدر عدد سكانها بـ 67 نسمة .